# Дидье, Кандис
Кандис Дидье (фр. Candice Didier; род. 15 января 1988 года в Страсбурге) — французская фигуристка, выступавшая в одиночном разряде. Трёхкратная чемпионка Франции (2003, 2004, 2009 годы), победительница зимней Универсиады 2011.
Гвендолин Дидье, также французская одиночница, выступавшая на международном уровне и чемпионка Франции (2008 год), не является родственницей Кандис, они лишь однофамильцы.

## Карьера
Кандис приезжает на свой первый взрослый чемпионат Франции 2003 года и ко всеобщему удивлению выигрывает его. После этого она вошла в историю как самая юная чемпионка Франции по фигурному катанию во взрослом разряде. На тот момент Кандис было 14 лет. Из-за слишком юного возраста на чемпионат Европы посылают Анн-Софи Кольве, а её отправляют на юниорский чемпионат мира по фигурному катанию 2003, где Кандис занимает 14 место.
После предыдущего сезона она имеет два этапа взрослого Гран-При.На Trophee Eric Bompardона она занимает 10 место, а на Skate Canada — 11. После этого юная фигуристка прибывает на чемпионат Франции 2004 с целью доказать, что прошлогодний успех не был случайностью. Кандис выигрывает этот чемпионат и в 15 лет отправляется на чемпионат Европы по фигурному катанию 2004. Однако из-за высокого напряжения девушка не способна показать всё на что способна и в итоге занимает 25 место. Французская федерация ледовых видов спорта принимает решение не посылать Кандис на чемпионат мира, обосновывая это тем, что Дидье плохо выступила на чемпионате Европы.
Сезон для 2004—2005 Кандис начинается плохо, получив серьёзную травму бедра, она вынуждена пропускать чемпионат Франции. В будущем чемпионат выиграет Надиж Бобилье, однако из-за слишком юного возраста Надиж не допускается на чемпионат Европы. Кандис, оправившись от травмы, едет на чемпионат Европы и мира. Провалив оба старта и разочаровавшись своими результатами, она решает оставить Нанси и отправится в Париж на обучение к Кати Криер Байер.
В самом начале сезона 2005—2006 французская федерация выбирает Кандис для представления Франции на Мемориале Карла Шефера, который является отбором на Олимпийские игры 2006. Несмотря на недовольства тренера, который считает, что девушка ещё не готова морально к такому давлению, федерация не пересматривает своё решение. Кандис проваливает этот турнир, занимая 19 место, тем самым Франция не имеет своего представителя на олимпийских играх среди женщин. После этой неудачи Кандис лишают французского этапа Гран-При, а на чемпионате Франции девушка даже не смогла достичь подиума.
Кандис вновь была представлена на французском этапе Гран-при сезона 2006—2007. В короткой программе, упав с тройного флипа и сделав «бабочку» на лутце, она заняла в итоге 11 место. На чемпионате Франции 2007 Дидье вернулась на подиум, взяв серебро. На чемпионат Европы отправили Анн-Софи Кольвез, а на чемпионат мира было принято решение никого не отправлять. В этом году девушка столкнулась с довольно серьёзной проблемой — сильным ростом. За год она выросла на 11 сантиметров.
После того как от участия в турнире French Masters 2007 отказалась Надиж Бобилье и Анн-Софи Кольве, стоило ожидать победы от Кандис, однако она становится второй, уступив Гвендолин Дидье. Так же девушку снимают с Trophee Eric Bompard, выставляя туда Гвендолин. На чемпионате Франции в короткой программе она пропускает каскад, сделав бабочку на тулупе, и решает поставить его позже, однако по новым правилам нельзя повторять один элемент несколько раз и Кандис оказывается на 9 месте. Благодаря хорошему исполнению произвольной программы девушка становится 4 в итоге. Гвендолин Дидье проваливает чемпионат Европы 2008 и французская федерация принимает решение отправить на чемпионат мира Кандис. Это решение вызвало много разговоров. Гвенолин даже подавала заявление в спортивный суд. В таких условия было очень сложно подготовиться к столь важному турниру и Кандис провалила его, откатав худшую короткую программу в своей карьере.
Сезон 2008—2009 сложился для Кандис наиболее успешно. Она выиграла турнир French Masters. А на Trophee Eric Bompard в произвольной программе установила свой лучший результат в карьере. На чемпионате Франции она занимает первое место, спустя 5 лет после первых двух побед. На чемпионате Европы 2009 девушка занимает высокое 13 место. На чемпионате мира Кандис занимает 22 место и тем самым не получает путёвку на Зимние Олимпийские игры 2010. В своём интервью она говорит, что набрала хорошую форму и надеется попасть на Олимпийские игры.
Начало сезона 2009—2010 было сложным, получив травму, Кандис снялась с турнира Nebelhorn Trophy — последнего шанса получить путёвку на Олимпийские игры. Видя, в какой форме она находится, федерация снимает Кандис с российского и французского этапов Гран-при. В конце сентября, оправившись от травмы, Кандис начинает подготовку к сезону, однако её ожидает новый удар. Тренер девушки Катя-Криер Байер отказывается продолжать работать с ней. Через некоторое время в интервью Кандис скажет « я была расстроена тем, что не попала на олимпийские игры, Байер также была огорченна этим и мы просто потеряли общий язык» Из-за плохого начала сезона у спортсменки не хватает рейтинга для участия в чемпионате Франции. Она занимает во внутреннем рейтинге 19 место, а на чемпионат Франции допускается лишь 18 лучших. Однако федерация даёт ей шанс защитить свой титул. Однако, после сдачи экзаменов и придя домой Кандис почувствовала себя плохо, у неё обнаружили свиной грипп. «Я несколько дней просто не вставала с постели» сказала девушка в интервью  L’Est Républicain, когда, лишившись чемпионата Франции, вместе со своей семьёй поехала отдыхать в Лотарингию. Кандис ставит для себя новую цель — Зимние Олимпийские игры 2014.

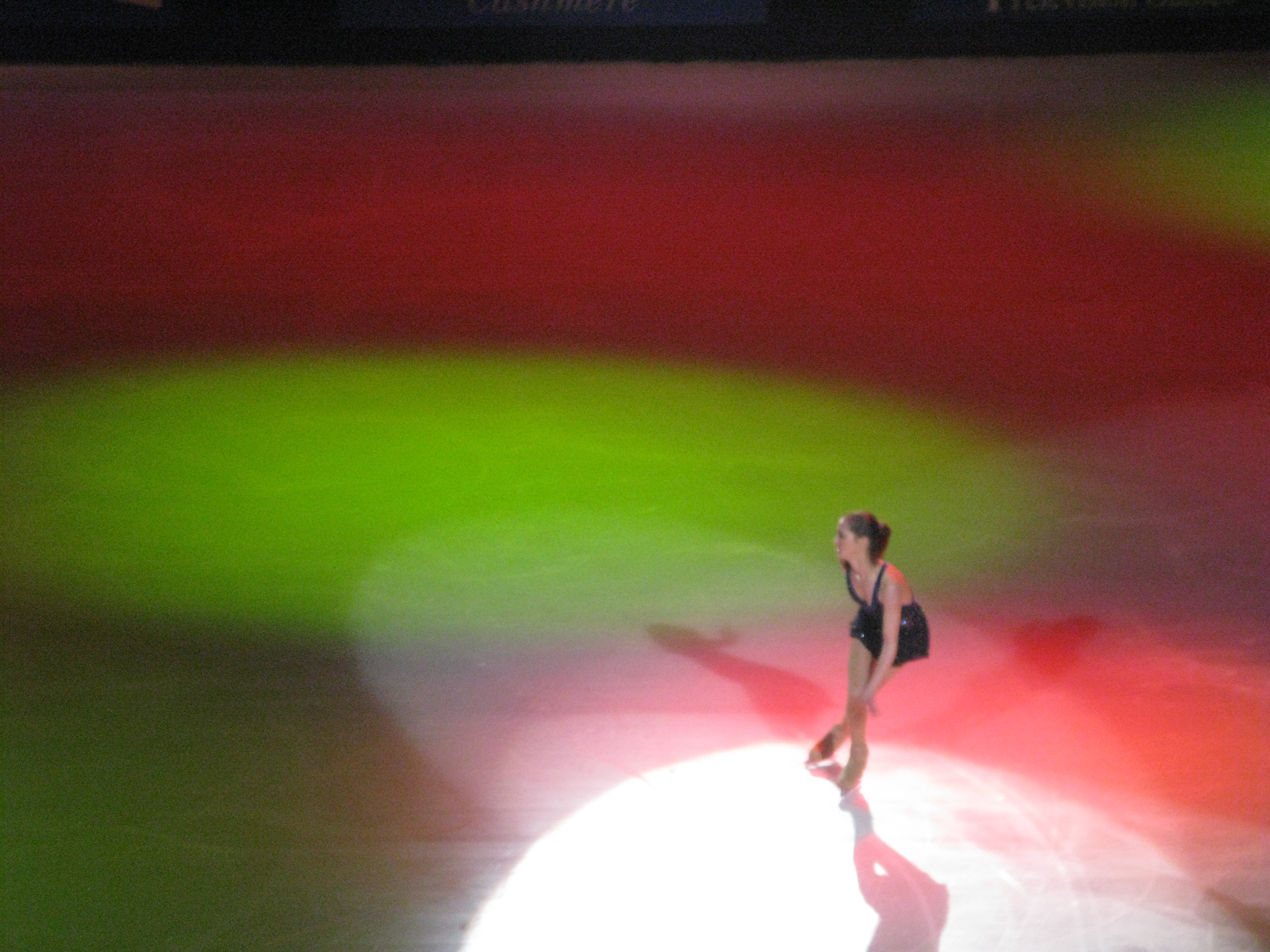
Кандис на Bompard 2010.

В самом начале сезона 2010—2011 она выигрывает турнир French Masters. Провалив произвольную программу на Trophée Eric Bompard, она занимает на турнире предпоследнее место. На турнире «NRW Trophy» Кандис становится пятой. Чемпионат Франции 2011 девушка проваливает, занимая на нём 6 место, и тем самым лишается права на участие в чемпионатах Европы и мира. На универсиаде 2011 она занимает первое место.

## Программы

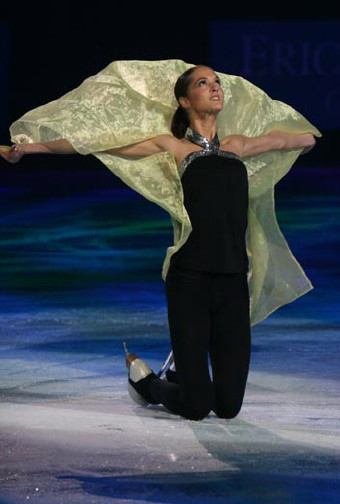
Выступление Кандис Дидье в показательном номере на французском этапе Гран-При в Париже 2008 г.

| Сезон     | Короткая программа                                                                                             | Произвольная программа                                 | Показательный номер                                           |
| --------- | --- | ------------------------------------------------------ | ------------------------------------------------------------- |
| 2010—2011 | Жан де Флоретт (саундтрек) by Jean Claude Petit Сила судьбы Джузеппе Верди из х/ф Манон с источника(саундтрек) | Romantica Rhapsody Себастьян Дамиани                   | Sympathique (Je Ne Veux Pas Travailler) by Pink Martini       |
| 2008—2009 | Blues for Klook Эдди Луи                                                                                       | Токката и фуга ре минор (BWV 565) Иоганн Себастьян Бах | Frozen by Мадонна Hometown Glory Адель La foule Эдит Пиаф     |
| 2007—2008 | Blues for Klook Эдди Луи                                                                                       |                                                        | Memory Барбра Стрейзанд Man! I Feel Like A Woman Шанайя Твейн |
| 2006—2007 | Somewhere in time/The old woman Максим Мрвица                                                                  | Хук (саундтрек), Джон Уильямс                          | La foule Эдит Пиаф                                            |
| 2005—2006 | |                                                        | This Love                                                     |
| 2004—2005 | Secret Garden — Illumination                                                                                   | Soundtrack — Casper’s Lullaby                          |                                                               |
| 2003—2004 | Maxime Rodriguez — Esperanza(SP 2003—2004)                                                                     | Maxime Rodriquez-La Sirene                             |                                                               |

## Спортивные достижения
| Соревнования/Сезон                   | 2002—03 | 2003—04 | 2004—05 | 2005—06 | 2006—07 | 2007—08 | 2008—09 | 2009—10 | 2010—11 | 2011—12 | 2012—13 | 2013—14 |
| ------------------------------------ | ------- | ------- | ------- | ------- | ------- | ------- | ------- | ------- | ------- | ------- | ------- | ------- |
| Чемпионаты мира                      |         |         | 23      |         |         | 38      | 22      |         |         |         |         |         |
| Чемпионаты Европы                    |         | 25      | 21      |         |         |         | 13      |         |         |         |         |         |
| Чемпионаты мира среди юниоров        | 14      |         |         |         |         |         |         |         |         |         |         |         |
| Чемпионаты Франции                   | 1       | 1       |         | 5       | 2       | 4       | 1       |         | 6       | WD      |         |         |
| Этапы Гран-при: Trophee Eric Bompard |         | 10      |         |         | 11      |         | 4       |         | 11      |         |         |         |
| Этапы Гран-при: Skate Canada         |         | 11      |         |         |         |         |         |         |         |         |         |         |
| Командный чемпионат мира             |         |         |         |         |         |         | 10/4*   |         |         |         |         |         |
| Coupe de Nice                        |         |         |         |         |         | 8       |         | 23      | 8       |         |         |         |
| Мемориал Карла Шефера                |         |         |         | 19      |         |         |         |         |         |         |         |         |
| NRW Trophy                           |         |         |         |         |         |         |         |         | 5       |         |         |         |
| Warsaw Cup                           |         |         |         |         |         |         |         |         |         |         | 18      |         |
| Зимние Универсиады                   |         |         |         |         |         |         |         |         | 1       |         |         | 12      |
| Этапы юниорского Гран-при, Франция   | 11      |         |         |         |         |         |         |         |         |         |         |         |
| Этапы юниорского Гран-при, Китай     | 10      |         |         |         |         |         |         |         |         |         |         |         |

- * — место в личном зачете/командное место
- WD = снялась с соревнований